# Клод Франсоа
Клод Франсоа (на френски: Claude François) е френски певец от 1960-те и 1970-те. Той е автор на песента „Comme d'habitude“, известна на английски като „My Way“ и популяризирана от Франк Синатра.
Кариерата му започва на 27 септември 1962 и до края на 2005 година са продадени 61 352 000 албума, от които 20 милиона във Франция. Автор е на 277 песни, от които 119 на други езици, бил е на сцена 1188 пъти (между 18 декември 1962 и 24 февруари 1978), появява се 313 пъти по телевизията (във Франция, Белгия, Канада, Италия, Испания и Англия), бил е на корицата на 219 списания докато е жив и на 186 след смъртта си. За него са написани 73 книги.

## Кратка биография

### Начало на кариерата
Майка му е италианка, а баща му французин. Баща му е на работа, свързана със Суецкия канал, когато се ражда Клод. Майка му обича музиката, има талант и учи сина си да свири на пиано и цигулка. Той сам се научава да свири на барабани. Поради кризата на Суецкия канал от 1956, семейството се мести в Монако. Клод Франсоа започва да пее по нощните клубове на Лазурния бряг (Côte d'Azur) в края на 1950-те. Там той среща Джанет Улкут, английска танцьорка и двамата сключват брак през 1960 година.

### На върха
Амбициозен и решен да успее на всяка цена, през 1961 година той се мести да живее в Париж заедно със семейството си. Първият голям успех идва с песента „Belles Belles Belles“, адаптирана версия на френски от песен на Евърли Брадърс (Everly Brothers). През 1964 година е първото му появяване в Олипмия (l'Olympia). На този концерт той пее песента „J'y pense et puis j'oublie“ посветена на раздялата с жена му Джанет, която го напуска през 1962 година заради Жилбер Беко. Когато се качва отново на сцената в тази концертна зала през 1966 година, появяването му е пълен триумф. След кратка любовна връзка с френската певица Франс Гал, той написва песента „Comme d'habitude“, станала популярна по цял свят в английската си версия „My way“ и изпълнявана от Франк Синатра и Елвис Пресли. Той среща Изабел Форе през 1967 година, която скоро става майка на двамата му сина (родени през 1968 и 1969). Неговата песен „Parce que je t'aime mon enfant“ е адаптирана на английски и изпълнявана от Елвис Пресли под заглавието „My Boy“. През 1972 година той се разделя с Изабел и започва връзка със София Куконен, която продължава 4 години.

### Смърт
След като работи във Швейцария известно време, той се завръща в апартамента си в Париж на 11 март 1978 година, събота, за да участва в телевизионно предаване на другия ден. Докато се къпе във вана пълна с вода, той решава да завие електрическа крушка, която премига и е убит на място от токов удар. Неговата нелепа смърт на едва 39 години предизвиква съчувствие и тъга по цял свят.

### Семейство
Неговото пълно име е Клод Антоан Мари Франсоа. Има една сестра – Жозет Франсоа. Има две деца от Изабел Форе – Клод младши и Марк.